# Capriccio (película)
Capriccio es una película de comedia erótica italiana estrenada en 1987, dirigida por Tinto Brass y protagonizada por Nicola Warren y Andy J. Forest. Es una adaptación de la novela Le lettere da Capri de Mario Soldati.

## Sinopsis
Jennifer (Nicola Warren) y Fred (Andy J. Forest) son una pareja estadounidense que se conocieron durante su servicio en la Segunda Guerra Mundial en la isla de Capri. En el año 1947 regresan a la isla para pasar sus vacaciones y los recuerdos del pasado, así como las decepciones de su vida matrimonial. Jennifer conoce a Ciro (Luigi Laezza), un camarero mujeriego que la conquista y ahora se ha convertido en un proxeneta opulento, mientras que Fred encuentra a la prostituta Rosalba (Francesca Dellera). Sin embargo, deben darse cuenta de que los años los han cambiado mucho más de lo que esperaban.

## Reparto
| Actor               | Personaje      |
| ------------------- | -------------- |
| Nicola Warren       | Jennifer       |
| Andy J. Forest      | Fred           |
| Luigi Laezza        | Ciro           |
| Francesca Dellera   | Rosalba        |
| Isabella Biagini    | Stella Polaris |
| Vittorio Caprioli   | Don Vincenzo   |
| Venantino Venantini | Alfredo        |
| Beatrice Brass      | Alice          |